# Cenas da Paixão de Cristo (Memling)
Cenas da Paixão de Cristo, também designada por Paixão de Turim, é uma pintura do pintor primitivo flamengo de origem alemã Hans Memling. 
Realizada cerca de 1470 sobre um painel de carvalho do Báltico, esta pintura representa 23 episódios da Vida de Cristo combinados numa única composição narrativa sem que exista uma cena central dominante: 19 episódios mostram a Paixão de Cristo, um a Ressurreição, e três episódios a aparição de Cristo ressuscitado (a Maria Madalena, no caminho para Emaús e em frente ao mar da Galileia).
A realização desta obra foi encomendada por Tommaso Portinari, um banqueiro italiano que vivia em Bruges, que está representado na pintura, como era frequentemente o caso dos doadores, ajoelhado e orando no canto inferior esquerdo do quadro, estando a sua esposa, Maria Baroncelli, pintada no canto inferior direito (Memling pintou também em díptico o Retrato destas duas personagens conforme imagem seguinte).
O quadro é relativamente pequeno, medindo 56,7 x 92,2 cm, e provavelmente não terá feito parte de um políptico. Poderá ter sido encomendado para a capela privada da família Portinari na Igreja de S. Jacob, em Bruges. Não figurava no inventário dos bens de Portinari à data da sua morte, em 1501, e provavelmente foi transferida de Bruges para Florença entre 1510 e 1520. Aparece pela primeira vez na colecção de Cosimo I de Médici em Florença em 1550, estando actualmente em exposição na Galeria Sabauda em Turim.

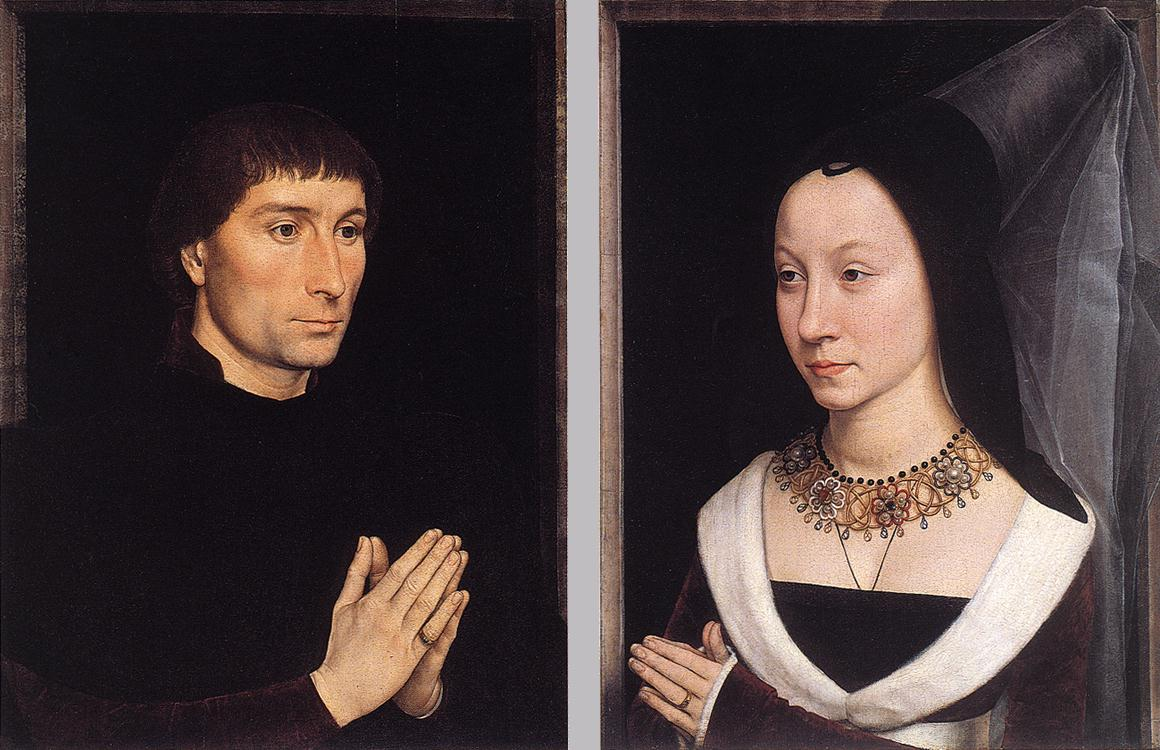
Retrato de Tommaso Portinari e sua Esposa (1470), Hans Memling, óleo sobre madeira; 44.1 x 33.7 cm cada painel, no Metropolitan Museum of Art, Nova Iorque

## Descrição
As Cenas da Paixão lêem-se segundo uma ordem precisa. Começam no canto superior esquerdo do quadro com a entrada de Jesus em Jerusalém pela Porta Dourada no Domingo de Ramos, atravessa, em seguida, a cidade e emerge no Jardim do Getsêmani (canto inferior esquerdo), sendo as cenas da Paixão representadas no centro da cidade (Pilatos, a Flagelação de Cristo, a Coroa de espinhos, o Ecce Homo), depois o caminho do Calvário que começa à saída da cidade, no canto inferior direito, e sobe para a cena da crucificação. A sequência das cenas termina com a aparição de Jesus na estrada para Emaús e no Mar da Galiléia no canto superior direito. O Caminho da Cruz representada no quadro tem sete das quatorze estações tradicionais do caminho da cruz, inserindo o pintor em seu lugar outras cenas. As sete estações que não estão no quadro são: Jesus recebe a cruz, Jesus cai duas vezes carregando a cruz, Jesus encontra sua Mãe, Verónica enxuga o rosto de Jesus, Jesus encontra as mulheres de Jerusalém, e Jesus despojado de suas vestes.
As cenas ocorrem dentro e em torno de uma Jerusalém idealizada, pintada como uma cidade medieval fortificada com torres exóticas encimadas por cúpulas.
O ponto de vista elevado adoptado pelo artista permite ver o Calvário ao fundo para além da cidade. Excepcionalmente para as pinturas deste período, a iluminação da pintura é interna, proveniente do sol nascente à direita, sendo coerente em toda a pintura, com as áreas iluminadas à direita e as zonas na obscuridade à esquerda.

### A cronologia

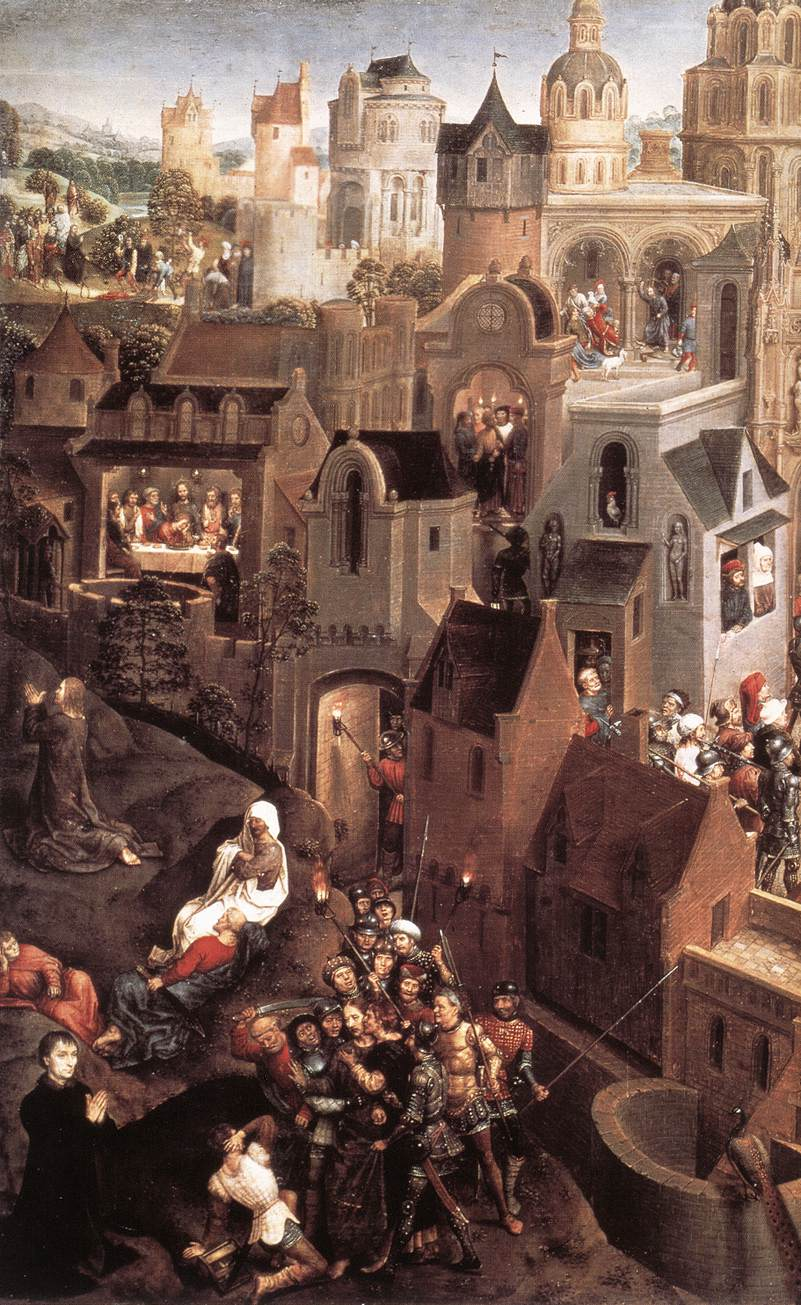
Detalhe: Cenas 1. a 6. Desde a Entrada em Jerusalém até à Prisão.

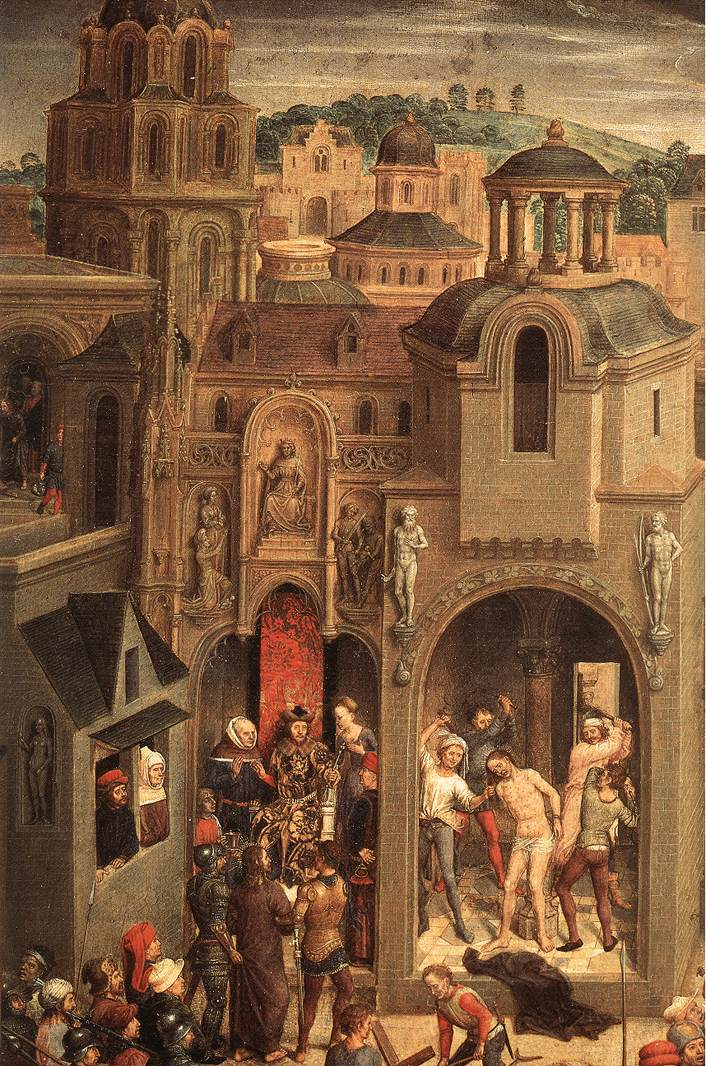
Detalhe: Cenas 8. e 9. Cristo perante Pilatos e a Flagelação.

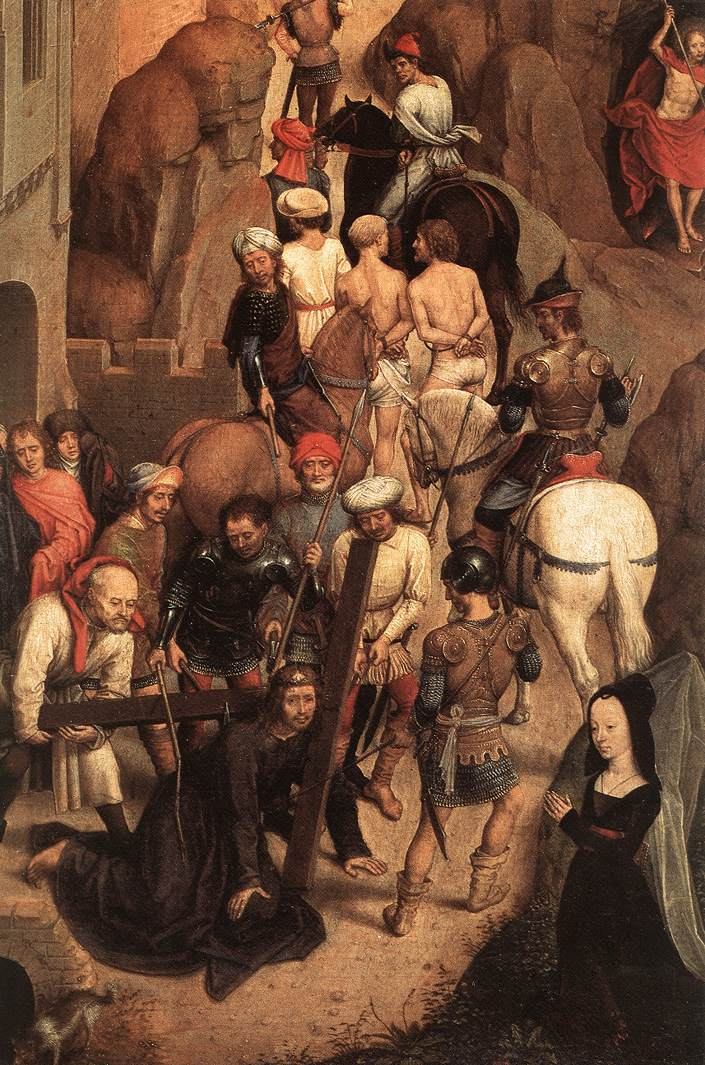
Detalhe: Cena 14. Carregamento da cruz.

Por ordem cronológica, as cenas encadeiam-se como se segue:

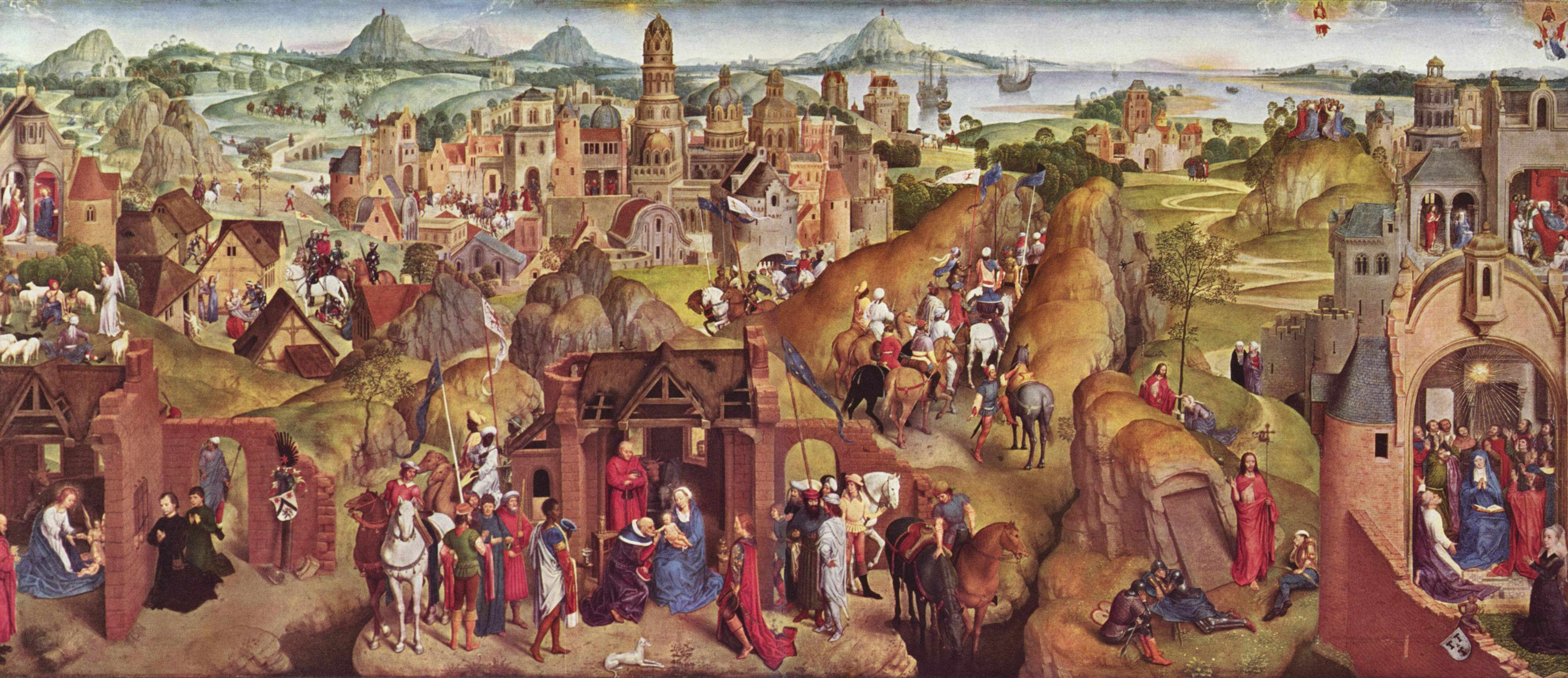
Advento e Triunfo de Cristo (1480), Hans Memling, Óleo sobre madeira, 81 x 189 cm, na Alte Pinakothek, Munique

| N°  | Cena                                                        | Localização no Quadro |
| --- | ----------------------------------------------------------- | --- |
| 1.  | Jesus entra na cidade montado num burro no Domingo de Ramos | Ao alto à esquerda, fora das muralhas da cidade |
| 2.  | Jesus expulsa os vendilhões do Templo                       | À direita da entrada de Jesus, sob um arco duplo |
| 3.  | Judas trai Jesus e vende-o aos sumos sacerdotes             | Abaixo à esquerda da cena do Templo, sob um pórtico iluminado por velas |
| 4.  | A Última Ceia                                               | À esquerda da traição de Judas, num edifício com três mansardas e um telheiro |
| 5.  | Jardim do Getsêmani                                         | Abaixo da Última Ceia; três apóstolos dormem reclinados, enquanto Jesus reza |
| 6.  | A Prisão de Jesus                                           | Abaixo, à direita do jardim: Judas abraça Jesus; São Pedro corta a orelha de Malco (servo de Caifás)                                                                               |
| 7.  | A Negação de Pedro                                          | Acima e à direita da prisão: Pedro está debaixo dum alpendre, e o galo canta por cima dele                                                                                         |
| 8.  | Cristo perante Pilatos                                      | Ao centro do lado esquerdo; Pilatos está sentado no seu trono (Estação da Via Sacra No. 1)                                                                                         |
| 9.  | A Flagelação de Jesus                                       | Ao centro |
| 10. | O segundo interrogatório por Pilatos                        | Ao centro, duas cenas à direita da flagelação, num edifício estreito |
| 11. | A Coroa de espinhos                                         | À direita da flagelação, Jesus recebe uma coroa de espinhos e um manto púrpura |
| 12. | Ecce Homo                                                   | À direita da coroação de espinhos: Cristo é apresentado ao povo que o condena à morte                                                                                              |
| 13. | A montagem da Cruz                                          | Abaixo da flagelação |
| 14. | Jesus carregando a cruz ; Simão de Cirene carrega com a Cuz | Em baixo do lado direito, uma procissão sai da cidade por uma das suas portas; no caminho, Cristo cai de joelhos e é ajudado por Simão de Cirene (Estações da Via Sacra No. 3 e 5) |
| 15. | Jesus é pregado na Cruz                                     | Ao alto, central ligeiramente à direita (Estação da Via Sacra No. 11) |
| 16. | Crucificação de Jesus                                       | Acima, mais à esquerda, Jesus morre no Gólgota, na companhia de dois criminosos (Estação da Via Sacra No. 12)                                                                      |
| 17. | Deposição da Cruz                                           | à direita, Cristo é retirado da Cruz de noite (Estação da Via Sacra No. 13) |
| 18. | O Sepultamento de Jesus                                     | Debaixo da descida da Cruz, à direita (Estação da Via Sacra No. 14) |
| 19. | Descida de Cristo ao Inferno                                | À direita da procissão, Cristo segurando um crucifixo |
| 20. | Ressurreição de Jesus                                       | Acima do submundo, sendo os guardas representados a dormir |
| 21. | Reencontro com Maria Madalena: noli me tangere              | Acima da ressurreição |
| 22. | Na estrada para Emaús                                       | À esquerda do encontro com Maria Madalena |
| 23. | Aparição aos apóstolos no Mar da Galileia                   | No canto superior direito |

## No mesmo estilo
Memling usará um estilo narrativo semelhante na sua obra Advento e Triunfo de Cristo (também conhecido como as Sete alegrias da Virgem) de 1480, composta para o retábulo da capela da corporação dos curtidores na Igreja de Nossa Senhora de Bruges, e que está actualmente exposta no Alte Pinakothek de Munique.